# 사회 변천
사회 변천 (社會變遷)은 사회구조의 변천에 관한 사회학 이론의 총칭이다.

## 사회 변천이란
사회학에서 사회 변천 (social change)은 사회구조의 변동, 즉 구조 변동을 의미한다. 특히, 사회조직이나 사회제도라는 매크로 레벨로의 구조 변동에 초점을 맞힌다. 또, 사회 변화라고도 불린다.

## 학설
사회변동을 어떻게 이해하는지, 그 일에는 역사관이나 사회관이 밀접하게 관련되어 온다. 따라서, 사회학으로 논의를 거듭할 수 있어 온 사회 변천은 사회가 변동하는 것에 따라 그 자체도 변동해 왔다.

### 고전
19세기 초두에는 산업혁명에 의한 산업 사회의 실현을 목표로 하고, 앙리 드 생시몽과 오귀스트 콩트가 관념의 단계론을 주창했다. 즉, 신학 → 형이상학 → 실증주의, 및, 그에 대응하는 군사적 단계 → 법률적 단계 → 산업적 단계라는 3단계론이 그것이다. 봉건 체제로부터 산업 체제에의 이행을 중매하는 것이 형이상학이라는 계몽주의적 관념에 이끌린 시민혁명의 체제가 되어 당시 산업혁명의 추력이 이 논의 배경에 있다. 또, 허버트 스펜서의 사회진화론에서는 군사적 사회 (저차: 강제적 협동)로부터 산업적 사회 (고차: 자발적 협동)로 하는 도식이 취해졌다.

### 경제발전과 사회 변천
19세기 중엽에는 당시의 사회 문제를 배경으로, 카를 마르크스의 유물사관이 시대를 리드하는 변동론으로서 제기되었다. 그곳에서는 생산력의 발전이 사회구조에 대응하지 않게 될 때, 사회구조는 변동하지 않을 수 없다고 해, 자본주의로부터 공산주의로의 단계적 이행의 필연성이 주장되었다. 즉 사회 발전이 구조 변동을 끌어 일으킨다는 생각이다.

### 사회 관계와 사회 변천
또, 같은 시대의 사회학자의 사이에서는 에밀 뒤르켐이 사람들과의 생활이 등질적이기 때문에 결합하고 있는 소환절보다 되는 사회 (기계적 연대)로부터, 사람들의 생활이 이질적이지만이기 때문에 상호 보완적으로 결합하는 분업 사회 (유기적 연대)로 변동한다고 주장했다. 듀르켐은 그 사이의 변동이 인구 증대의 압력에 의해서 일어난다고 보았다. 또 막스 베버는 세계사의 합리화라는 시점으로부터 사회 변천을 주창했다.

### 탈공업화, 정보화
이상의 제학설은 성숙한 산업 사회에 이르는 산업화 및 근대화에 관심을 가지는 것이었다. 1960년대 중엽 이후, 다니엘 벨들에 의해서, 공업 사회로부터 탈공업 사회로의 변동이라는 시점이 제시되게 된다. 같이 '포스트 모다니티', '포스트 포드주의', '만기 자본주의' 등의 개념이 만들어져 그곳에서는 정보화 사회를 구성하는 정보, 네트워크, 미디어가 사회변동을 설명하는 주요한 키워드가 되고 있다.
오늘에는 '전체 사회'에 대한 '문화'의 상대적 자율성이 중시되는 가운데, '사회 문화적'이라는 텀이 다계적 변동에 초점을 맞힐 때에 이용되게 되어 있다 (다계 진화의 항을 참조).

## 같이 보기
- 앨빈 토플러
- 탤컷 파슨스
- 토미나가 켄이치
- 사회문화적 진화
- 공업화, 산업혁명
- 수렵 채집 사회, 농경 사회, 산업 사회
- 탈공업 사회, 정보화 사회, 정보 혁명

## 참고 문헌
- 다니엘 벨 (우치다 타다오 외 역) '탈공업 사회의 도래--사회 예측의 하나의 시도해 (상·하)' (다이아몬드사, 1975년)
- 데이비드 하베이 (요시하라 나오키 감역) '포스트모다니티의 조건' (청목 서점, 1999년)